# Арсіта
Арсіта (італ. Arsita) — муніципалітет в Італії, у регіоні Абруццо,  провінція Терамо.
Арсіта розташована на відстані близько 130 км на північний схід від Рима, 36 км на північний схід від Л'Аквіли, 19 км на південь від Терамо.
Населення — 831 особа (2014).
Щорічний фестиваль відбувається 10 вересня. Покровитель — святий Миколай da Tolentino.

## Демографія
Населення за роками:

Станом на 1 січня 2023 року в муніципалітеті офіційно проживали 23 іноземці з 10 країн, серед них 9 громадян країн Євросоюзу.

## Сусідні муніципалітети
- Бізенті
- Кастель-дель-Монте
- Кастеллі
- Фариндола
- Пенне